# Rebelgroeperingen van Manipur
Manipur (een deelstaat in India) telt 33 rebelgroeperingen. Het verzet tegen India kreeg meer impuls na de dood van Thangjam Manorama. Op 17 augustus 2006 is er voor het eerst een aanslag gepleegd op een tempel in Imphal. 
- HPC, Hmar People's Convention (ook bekend als HRF - Hmar Revolutionary Front)
- KNF, Kuki National Front
- NSCN, (I-M) National Socialist Council of Nagalim (I-M)
- PREPAK, People's Revolutionary Party of Kangleipak
- UNLF, United National Liberation Front
- CKRF, Chin Kuki Revolutionary Front
- HPC(D), Hmar People's Convention (Democratic)
- INF, Islamic National Front
- IPRA, Indigenous People's Revolutionary Alliance
- IRF, Islamic Revolutionary Front
- KCP, Kangleipak Communist Party
- KDF, Kuki Defence Force
- KIA, Kuki Independent Army
- KIF, Kuki International Force
- KKK, Kangleipak Kanba Kanglup
- KLF, Kuki Liberation Front
- KLO, Kangleipak Liberation Organisation
- KNA, Kuki National Army
- KNF,(P) Kuki National Front (?)
- KNV, Kuki National Volunteers
- KRF, Kuki Revolutionary Front
- KRPC, Kom Rem People's Convention
- KSF, Kuki Security Force
- KYKL,(O) Kanglei Yawol Kanna Lup (Oken)
- KYKL,(T) Kanglei Yawol Kanna Lup (Toijamba)
- MLTA, Manipur Liberation Tiger Army
- MPLF, Manipur People's Liberation Front (Unified platform of *UNLF, PLA and PREPAK)
- PRA, People's Republican Army
- PULF, People's United Liberation Front
- RPF, Revolutionary People's Front
- UKLF, United Kuki Liberation Front
- Zomi Revolutionary Army
- ZRV, Zomi Revolutionary Volunteers